# Circolo Canottieri Ortigia
El Circolo Canottieri Ortigia es un club de waterpolo italiano. Tiene su sede en Siracusa.

## Historia
El club se funda en 1928. Los colores del equipo son el verde, el blanco y el oro.
Las temporadas 2004 y 2005 se proclama campeón de la copa LEN de waterpolo femenino.

## Palmarés
- 2 veces campeón de la copa LEN de waterpolo femenino (2004 y 2005)